# Феноменов, Николай Алексеевич
Никола́й Алексе́евич Феноме́нов (1912, Дятьково, Брянский уезд, Орловская губерния, Российская империя — 1987) — передовик советского строительства, механик шахтно-строительного участка строительно-монтажного управления № 3 Мосметростроя, Герой Социалистического Труда (1970), заслуженный строитель РСФСР.

## Биография
Родился в 1912 году в селе Дятьково Брянского уезда Орловской губернии (ныне райцентр Брянской области) в рабочей семье. Учился в местной школе, окончил 7 классов, после чего работал в котельной и электрохозяйстве. В 1932—1935 годах прошёл срочную службу в рядах РККА.
Демобилизовавшись весной 1935 года, перебрался в Москву, где поступил на работу в Метрострой. Сперва Н. Феноменов трудился электриком на станции «Площадь Революции», но вскоре получил специальность проходчика в строительно-монтажном управлении № 3. Участвовал в строительстве туннелей и станций Арбатско-Покровской и Горьковско-Замоскворецкой линий. Вне работы вёл активный образ жизни: занимался стрельбой и акробатикой, по которым становился чемпионом Метростроя, а также мотогонками, альпинизмом и парашютным спортом.
Когда началась Великая Отечественная война, Николай, как метростроевец, имел броню от мобилизации в действующую армию, но он добровольно отказался от неё и уже 24 июня 1941 года ушёл на фронт в составе 1-й Московской Пролетарской мотострелковой дивизии. Н. Феноменов был сапёром в отдельном инженерном (позже — 22-м гвардейском отдельном сапёрном) батальоне. Воевал на Западном и Юго-Западном фронтах, обороняя советскую Белоруссию и Украину, а в конце 1941 года защищал Москву. Нередко ему приходилось действовать в тылу врага, где перед ним ставилась задача минировать и взрывать мосты и другие инженерные коммуникации. Одна из таких операций 27 ноября 1941 года способствовала ликвидации немецкого плацдарма в районе деревни Конопеловка. За это красноармеец Феноменов был награждён орденом Красной Звезды.
В декабре 1941 года в составе 33-й армии принимал участие в контрнаступлении под Москвой, освобождал Наро-Фоминск. 28 марта 1942 года, когда 33-я армия, находившаяся в окружении, вела тяжёлые бои на западном берегу реки Угры, Николай Феноменов, находившийся в группе разведчиков, получил тяжёлое ранение, которое повлияло на всю его дальнейшую жизнь. Во время интенсивного немецкого артобстрела рядом с Феноменовым разорвался снаряд, осколки которого перебили ему руки, а также попали в лицо. Сапёр был доставлен в полевой госпиталь, где ему сразу же ампутировали обе кисти и удалили один глаз. После этого он был вывезен с передовой и эвакуирован санитарным поездом в Ташкент.
Н. А. Феноменов находился на излечении в госпиталях около двух лет и получил пожизненную инвалидность I группы. Но, приехав в Москву, он решил вернуться к своей прежней жизни и, приложив всю свою волю, начал упорно тренироваться. Несмотря на серьёзные физические изъяны, длительные тренировки и занятия лечебной физкультурой позволили Н. А. Феноменову в 1948 году вновь поступить на работу в Метрострой. Сперва он трудился в мастерских, где заведовал инструментом. Заочно стал учиться в техникуме, продолжал работать под землёй. В 1953 году он преодолел запреты на работу с техникой и был принят проходчиком на строительство станции метро «Новослободская» под собственную ответственность начальника строительства Т. В. Фёдоровой. Через два года он уже стал механиком и трудился в шахтах Метростроя до 1972 года. Когда Н. А. Феноменову исполнилось 60 лет, его назначили начальником механического цеха, а с 1976 года он работал инженером по техническому обучению строительно-монтажного управления № 3 Метростроя.
Указом Президиума Верховного Совета СССР от 15 июня 1970 года за большие заслуги в строительстве Московского метрополитена имени В. И. Ленина, трудовое мужество и героизм, беззаветное служение делу рабочего класса и социалистическому Отечеству Николаю Алексеевичу Феноменову было присвоено звание Героя Социалистического Труда с вручением ордена Ленина и медали «Серп и Молот».
Н. А. Феноменову также было присвоено звание «Заслуженный строитель РСФСР». В 1975 году он был избран почётным гостем III фестиваля дружбы молодёжи ГДР и СССР. За заслуги в коммунистическом воспитании молодёжи имя метростроевца было занесено в Книгу почёта ЦК ВЛКСМ. Н. А. Феноменов принял активное участие в организации музея в Наро-Фоминске. В 1979 году ему было присвоено звание Почётного гражданина города Наро-Фоминска.
Н. А. Феноменов проживал в Москве, где и скончался в 1987 году в 75-летнем возрасте. Похоронен на Кунцевском кладбище.

## Награды
- медаль «Серп и Молот» (15.06.1970)
- орден Ленина (15.06.1970)
- орден Отечественной войны I степени (11.03.1985)
- орден Трудового Красного Знамени (18.03.1963)
- орден Красной Звезды (1942)
- заслуженный строитель РСФСР